# Coelophoris
Coelophoris là một chi bướm đêm thuộc họ Erebidae.